# Bateria artylerii nr 42
42 Bateria artylerii – polska dwudziałowa  bateria artylerii przeciwdesantowej kalibru 75 mm, ustawiona na południowy wschód od Jastarni-Boru, Półwyspu Helskiego (od strony pełnego morza). Wchodziła w skład Dywizjonu Artylerii Nadbrzeżnej, Rejonu Umocnionego Hel.

## Sformowanie i opis baterii
Bateria powstała z uwagi na potrzebę zabezpieczenia podejść do portów Władysławowo, Jastarnia i Hel oraz wzmocnienia artylerii nadbrzeżnej. Biorąc pod uwagę niedostatki finansowe, Kierownictwo Marynarki Wojennej postanowiło wykorzystać posiadane w magazynach zapasy armat kal. 75 mm wz. 1897 na podstawach morskich wz. 1916. Armaty te pochodziły z przezbrojonych oraz wycofanych z eksploatacji okrętów Floty i Flotylli Rzecznej. Po sformowaniu w okresie od marca do lipca 1939 roku baterii przeciwdesantowych, w ramach posiadanych możliwości organizacyjnych przez dywizjon artylerii nadbrzeżnej, przystąpiono do utworzenia jeszcze jednej baterii przeciwdesantowej. Celem zapełnienia luki w systemie obrony Półwyspu Helskiego od strony morza usadowiono na podstawach morskich w działobitniach stałych w obetonowanych zagłębieniach 2 armaty kal. 75 mm wz.1897. Działobitnie umieszczono na południowy wschód od Jastarni-Boru, po północnej stronie drogi Jastarnia-Hel, na skraju lasu. Punkt obserwacyjny wyznaczono od strony pełnego morza. Budowa stanowisk i ustawianie armat trwało od początku sierpnia do zakończenia mobilizacji alarmowej. Bateria została sformowana w okresie od 25 do 31 sierpnia 1939 roku z nadwyżek marynarzy. Dowództwo baterii objął kpt. rez. art. Stanisław Walewski. Załogę baterii zakwaterowano w domu wczasowym Związku Nauczycielstwa Polskiego w Jastarni. Obsadę baterii nr 42 i nr 41 szkolił ppor. art. Jerzy Dreszer.                                

## Bateria nr 42 w kampanii wrześniowej
Na temat walk baterii brak informacji poza niżej opisaną walką z okrętami niemieckimi w dniu 12 września 1939 r.
Wykaz pojedynków baterii nr 42 z niemieckimi okrętami:
- 12 IX o godz. 8.35 42 bateria przeciwdesantowa wraz z bateriami nr 43 i 44 ostrzelała celnie trałowiec niemiecki "Otto Braun", jeden z pocisków trafił w dziobówkę raniąc 5 marynarzy[3].